# サンエー (沖縄県)

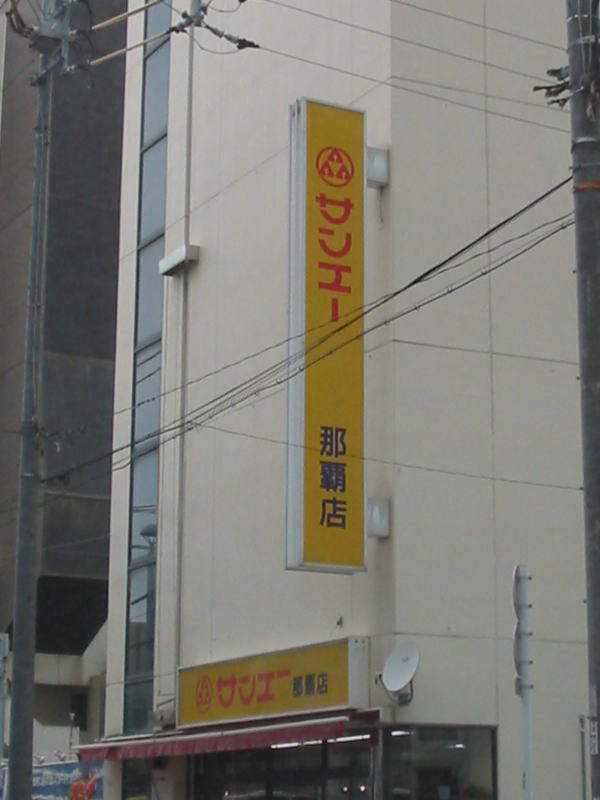
サンエー第1号店である「那覇店」（現在はマツモトキヨシとして営業）

株式会社サンエー（英: SAN-A CO.,LTD.）は、沖縄県宜野湾市大山に本社を置く総合小売会社である。沖縄県内においてスーパーマーケット、総合スーパー（GMS）、ショッピングセンター、および飲食店や家電量販店等を運営する。ニチリウグループの加盟企業である。

## 概要
創業者の折田喜作が1950年（昭和25年）に宮古島で開業した雑貨店「オリタ商店」を前身としている。2020年（令和2年）度での売上高は沖縄県内で第1位、利益額では3位（2019年度は両者ともに第1位）を誇る。本土の有力な小売業や飲食店とフランチャイズ契約を結ぶことで自社のショッピングセンター内に独占的に出店することが可能で集客力を高めることができ、本土の企業側もサンエーの持つ物流網を活用することで沖縄県に出店できるメリットがある。この結果沖縄県内の小売業売上高2位であるイオン琉球を大きく引き離している。
経営理念は「善の発想」と「自主独立」であり、この2つは創業初期より折田によって掲げられたものである。前者はデメリットをメリットとして捉えるプラス思考の姿勢を表し、後者は社員一人一人が自主性を持って考え行動する姿勢を表している。社内では役職名を一般的な企業で用いられる「管理職」ではなく「経営職」と呼び、パート従業員は「パートナー社員」という名称で、理念を組織にも反映している。
社名の由来は、サンシャインの「サン」とアルファベットの最初であるAの語尾を伸ばすことで「会社が永続的に伸びるように」という意味を込めた造語である。
公式キャラクターはブーゲンビリアをモチーフにした「サンリィ」である。

### サンエーカード
1998年（平成10年）、県内の小売業で初めて会員プログラム「サンエーポイント」と付属の専用ポイントカード「サンエーカード」を導入した。2008年には電子マネー「Edy」と一体となった「サンエーEdyカード」の発行を開始した。エディオンを除くサンエー館内での楽天Edy支払いに限り、サンエーポイントが進呈された。
2015年（平成27年）11月に「サンエーカード」と「サンエーEdyカード」を統合・リニューアルし、サンエーを含む日本全国の「楽天Edy」加盟店での利用でポイントが進呈される新「サンエーEdyカード」に移行した。2022年（令和4年）3月にはポイントカード機能などが利用できる「サンエーアプリ」の配信を開始した。
現金、楽天Edy、クレジットカード、QRコード決済での支払い200円（税別）につき1ポイントが進呈される仕組みである。貯まったポイントは食品館と衣料館での会計時に1ポイント=1円として決済に利用することができるほか、1000ポイント貯まると次回の会計時に「サンエーお買物券（1000円分）」が発券される。
サンエーカードとOCSの提携により発行される「サンエーVISAカード」でも同様のポイントプログラムを利用できるほか、サンエー以外のVISA加盟店でもクレジットカード支払いでポイントが進呈される。

## 歴史

### 創業
1950年（昭和25年）1月5日、創業者である折田喜作は宮古島の平良市下里（現在の宮古島市）に個人経営の雑貨店「折田商店」を開業する。1964年（昭和39年）、折田商店を増築し、衣料を中心に取り扱う「オリタ百貨店」に改称。
1970年（昭和45年）折田は本島に進出し、那覇市安里の国際通り沿いに「株式会社サンエー」を設立する。サンエー1号店となる「那覇店」は、当時県内では山形屋などの百貨店でしか実施されていなかった正札販売とセルフサービス方式を導入した初の小売店であった。

### 流通改革、事業拡大
1977年（昭和52年）6月1日、沖縄市胡屋に「ファミリータウンコザ店（現・中の町タウン店）」の開店を機に県内各地に次々と出店し、1980年代半ばまでには10店舗を構えるまでになる。また、衣料品に次ぐ第2の事業として食品部を設立し、スーパーマーケット事業に進出する。同時に流通分野にも力を入れ始め、1982年（昭和57）に同社の物流を一括して担うサンエー運輸株式会社を設立。
1984年（昭和59）、宜野湾市大山に流通センターを設立した翌年には、これに併設して本社を移転する。本社、流通センター、各店舗にコンピューターを導入し、オンラインでの情報共有を推し進めた。この戦略で独自の流通システムを構築したことによって、食品部門はサンエーの主力部門へと成長した。
1985年（昭和60年）11月には浦添市城間に県内初の郊外型GMSである「マチナトショッピングセンター（現・マチナトシティ）」を開業。ショッピングとレジャーの融合をコンセプトにした店づくりを行い、業界の注目を集めた。1990年（平成2年）に開業した「ハンビータウン」では、POSレジスタの導入や社員同士での情報共有を目的とした社内LANの構築といった、コンピューターシステムを活用した経営にも踏み出した。
仕入れを強化するべく、1989年（平成元年）にはニチリウグループに加盟し、同グループのプライベートブランド「くらしモア」の取り扱いを開始する（1995年）。さらに、新たに電器部を発足し、家電量販大手のダイイチ（のちのデオデオで、現・エディオン）とフランチャイズ契約を締結し、「サンエー電器館withダイイチ」の屋号で家電製品の販売事業に参入する。1993年（平成5年）には、顧客にお買い得気分を味わって欲しいという気持ちから、「お給料日がお買い得日」を掲げた大型セール「ペイデイセール」を開始する。現在でも毎月5日前後に食品館と衣料館で開催している。
この頃折田はリゾート開発に事業を拡大することを計画し、恩納村での与久田ビーチリゾートの開発を進めていたが、志半ばにして1995年（平成7年）に折田は急逝することになる（享年68歳）。

### ドミナント出店、フランチャイズ展開、店舗拡大へ
1996年（平成8年）、折田喜作の娘婿であった折田譲治と、創業初期から社員として折田を支えていた上地哲誠がそれぞれ代表取締役会長と代表取締役社長に就任。上地を中心とした新たな管理体制の下、豊見城市、具志川市、南風原町、那覇新都心に大規模なGMSを次々と出店した。
2002年（平成14年）からは、飲食分野でのフランチャイズ事業にも進出する。ジョイフル（大分県）を皮切りに、大阪王将（東京都）、タリーズコーヒー（東京都）、ピザハット（テキサス州・日本法人は神奈川県）とフランチャイズ契約を締結し、県内での店舗展開を行っている。2006年にはドラッグ部を発足、大手ドラッグストアチェーンである「マツモトキヨシ」と沖縄県において独占的なフランチャイズ契約を締結し、ドラッグストア事業に参入した。
2009年（平成21年）には、コンビニエンスストアチェーンの「ローソン」と業務提携を結び、コンビニ事業に参入。ローソンはすでに県内で店舗を展開していたが、沖縄地区の事業を分割するかたちで、同社の100%出資によりローソン沖縄を設立した。同年12月にローソン沖縄の株式の51%を譲受し、同社を通じたエリアフランチャイズ展開を開始した。また、サンエー食品館ではローソンのプライベートブランド「ローソンセレクト」を発売し、沖縄限定商品の開発も行っている。
その後も、あらゆる分野において本土企業との提携を進め、顧客のニーズに応えるための「総合力」を強化していった。GMSと小型店が連動するような独自のドミナント戦略を確立し、店舗数を拡大しながらも既存店の共存共栄を図っている。
2016年（平成28年）にはファッションビルを運営する株式会社パルコと共同で株式会社サンエーパルコを設立し、同社の総合力の結集ともいえる「サンエー浦添西海岸 PARCO CITY」を開業した。
2022年（令和4年）、約27年間にわたり代表取締役だった折田譲治と上地哲誠が任期満了で退任した。新城健太郎が代表取締役社長に、田崎正仁が代表取締役専務にそれぞれ就任した。

## 沿革

### 創業～1990年代
- 1950年（昭和25年）1月5日 - 平良市（現・宮古島市）下里に折田喜作が「オリタ商店」を創業[16]。
- 1964年（昭和39年）不明 - オリタ商店を3階に増築し「オリタ百貨店」 に改称[9]。
- 1970年（昭和45年）
  - 5月 - 那覇市安里に、株式会社サンエーを設立（アメリカ統治下だったため、資本金は5万ドル）[16]。
  - 7月 - 那覇市安里に「那覇店」をオープン[16]。
- 1972年（昭和47年）5月 - 本土復帰に伴う通貨切り替えにより、資本金が2400万円となる[16]。
- 1974年（昭和49年）1月9日 - 那覇市久米に「ホテルサンワ」をオープンし、ホテル事業に参入[要出典][25]。
- 1975年（昭和50年）7月 - 大阪府大阪市中央区に大阪事務所を開設[17]。
- 1977年（昭和52年）6月1日 - 沖縄市胡屋の「ファミリープラザコザ店（現・中の町タウン）」オープン。サンエー初の食品部門を開設[17]。
- 1981年（昭和56年）5月 - 宜野湾市真栄原に本社を移転[要出典]。
- 1982年（昭和57年）9月 - サンエー運輸株式会社を設立。
- 1984年（昭和59年）11月 - 宜野湾市大山に大山流通センター開設。衣料品の値付や雑貨・加工食品の仕分けを行うディストリビューションセンター（DCセンター）を稼動[26]。
- 1985年（昭和60年）
  - 不明 - 流通センター内にプロセスセンター（PCセンター）開設[要出典]。
  - 5月 - 宜野湾市大山に本社を移転[16]。
  - 6月 - 流通センター内に生鮮加工センター（現：食品加工センター）を開設[16]。
  - 11月15日 - 浦添市城間に県内初の郊外型ショッピングセンター「マチナトショッピングセンター」オープン[17]。
- 1988年（昭和63年）5月 - 沖縄県のローカル企業で初めて1億円の私募債を発行[27]。
- 1989年（平成元年）9月 - 仕入の強化を図るため、ニチリウグループに加盟[17]。
- 1990年（平成2年）11月24日 - 中頭郡北谷町北前のハンビー飛行場跡地に、郊外型GMS店舗「ハンビータウン」オープン[9]。
- 1991年（平成3年）11月 - 単品管理を強化するため、POSシステムを導入。
- 1992年（平成4年）9月 - 食品加工センター内に食品工場を開設[26]。
- 1994年（平成6年）5月18日 - 外食ロードサイド「和風亭」のチェーン展開を開始[17][11]。那覇市小禄に和風亭の第1号店がオープン[注 3]。
- 1995年（平成7年）
  - 4月 - ダイイチ（現 エディオン）とフランチャイズ契約を締結し、家電販売を始める[17]。
  - 7月27日 - 石垣市真栄里に「石垣シティ」オープン。
- 1996年（平成8年）
  - 3月 - インターネット事業部を発足[17]、ホームページを開設する。
  - 11月21日 - 島尻郡豊見城村（現・豊見城市）高安に、県内初のハートビル法認定の「豊見城ウイングシティ」オープン[28]。
- 1997年（平成9年）
  - 2月 - 大創産業（東広島市）と提携し、100円ショップ「100YEN PLAZA」を為又店にオープン[29]。
  - 3月27日 - DPEショップを展開するプラザクリエイト（名古屋市）と提携し、翌月にマチナトショッピングセンター内に「パレットプラザ」1号店をオープン[30]。
  - 5月14日 - マチナトショッピングセンターを増床しリニューアルオープン。電器館やレストランを新たにオープンした[31]。
- 1998年（平成10年）
  - 4月11日 - 中頭郡勝連町（現・うるま市）南風原に「与勝シティ」オープン。
  - 10月8日 - 顧客の固定化と顧客管理を目的に「サンエーカード」（ポイントカード）を導入[32]。
- 1999年（平成11年）10月1日 - 具志川市（現・うるま市）江洲に、当時同社最大規模の店舗「具志川メインシティ」オープン[9]。外食新業態のとんかつ専門店「かつ乃屋」とイタリアンレストラン「ピッツェリア・マリノ」同時オープン。

### 2000年代～現在
- 2000年（平成12年）
  - 10月3日 - 南風原町津嘉山に、「つかざんシティ」オープン[9]。
  - 9月7日 - ジャスダックに上場[33]。
- 2001年（平成13年）
  - 10月 - ディストリビューションセンター（DCセンター）を隣接地に新築移転。
  - 12月1日 - 営業時間を深夜12時まで延長（V21など一部店舗は深夜1時まで）。
- 2002年（平成14年）
  - 1月 - 「ジョイフル」とのフランチャイズ契約によるファミリーレストランの展開を開始[16]。那覇市おもろまちに第1号店がオープン。
  - 10月1日 - 那覇新都心に自社最大規模の広域型ショッピングセンター「那覇メインプレイス」オープン[25]。
  - 不明 - 島尻郡与那原町字与那原のショッピングプラザ松田店（合併前までショッピングプラザ松田の本店）を閉店。
- 2003年（平成15年）
  - 10月 - オークス（現在はOCSに事業譲渡）との提携クレジットカード「サンエーVISAカード」発行[16]。
  - 10月1日 - 中頭郡西原町字嘉手刈の中部製糖工場跡地に「西原シティ」オープン。
  - 11月 - 業務効率化に伴い、大阪事務所を閉鎖し本社に統合。
- 2004年（平成16年）10月9日 - 具志川メインシティを大幅に増床し、リニューアルオープン[注 4]。
- 2005年（平成17年）
  - 2月 - 東京証券取引所第二部に上場。
  - 7月1日 - 宜野湾市大山の本社付近に、同社初となる近隣型ショッピングセンター「大山シティ」オープン。同時に「ハンビータウン」をリニューアル。
- 2006年（平成18年）
  - 1月 - 「マツモトキヨシ」とフランチャイズ契約を締結[18]。
  - 2月 - 東京証券取引所第一部に上場[25]。
  - 7月 - 食品加工センターがISO 22000認証を取得[25]。
  - 7月29日 - 初の県外出店として熊本県熊本市の「ゆめタウンはません」内に「和風亭」と「ピッツェリア・マリノ」同時オープン[34][35][注 5]。
  - 10月24日 - 糸満市潮崎町に「しおざきシティ」オープン、同社運営のドラッグストア「マツモトキヨシ」1号店が開店[16]。
- 2007年（平成19年）
  - 2月28日 - サンエー第1号店である「那覇店」が「那覇メインプレイス」と統合のため閉店[36]。同年10月に「マツモトキヨシ」に転換し開店[37]。同日、「真栄原ホームセンター」閉店[36]。
  - 3月 - 熊本県菊池郡菊陽町に「ピッツェリアマリノ光の森店」オープン[38]。
  - 8月31日 - 那覇市前島「ホテルニューサンワ」を閉店し、翌月10日をもって売却[39]。
- 2008年（平成20年）
  - 2月 - プリペイド型電子マネー「サンエーEdyカード」（楽天Edy）を導入[16]。
  - 11月19日 - 浦添市経塚に「経塚シティ」オープン[注 6]。
- 2009年（平成21年）
  - 1月21日 - コンビニエンスストアを展開するローソンと沖縄県内での業務提携を行うことに合意[19]。
  - 6月11日 - 外食チェーンを展開するイートアンド（大阪府）と業務提携を行い、「具志川メインシティ」に「大阪王将」がオープン。これにより和風亭・ジョイフル・大阪王将の三業態で、沖縄県内の「和・洋・中」の大衆外食マーケットをカバーする[40]。
  - 12月1日 - ローソン沖縄の株式51%をローソンより譲受。沖縄県内でのローソンのエリア展開および直営店の運営を開始する[16]。
- 2011年（平成23年）
  - 11月9日 - 「東急ハンズ（現・ハンズ）」とフランチャイズ契約を締結[41][42]。
- 2012年（平成24年）
  - 3月1日 - 食品館にて、ローソンが展開するプライベートブランド「ローソンセレクト」を発売[注 7][43]。
  - 7月5日 - 宜野湾市宇地泊に「宜野湾コンベンションシティ」オープン。「東急ハンズ（現・ハンズ）」が県内初出店。
  - 11月 - タリーズコーヒージャパンとフランチャイズチェーン加盟店契約を締結[16]。
- 2013年（平成25年）
  - 3月31日 - 那覇市久米 「ホテルサンワ」閉館[44]。
  - 4月26日 - 八重瀬町屋宜原に「八重瀬シティ」オープン、「タリーズコーヒー」が県内初出店。
  - 8月1日 - 良品計画と「無印良品」のライセンスト・ストア契約を締結。同年10月に「西原シティ」に1号店をオープン[45][46]。
  - 9月20日 - マチナトショッピングセンターを「マチナトシティ」に改称しリニューアルオープン。電器館を閉店し、新たに「ジーユー」が沖縄初出店[47]。
- 2014年（平成26年）10月 - 株式会社フェニックス（現・日本ピザハット株式会社）とサブライセンス契約を締結[16]し、具志川メインシティに「ピザハットExpress」1号店をオープン。
- 2015年（平成27年）
  - 2月26日 - 西原町と新中糖産業と西原町旧役場跡地に対し仮契約を結び、西原シティ分館として開発することが決定[48]。
  - 7月4日 - 「エディオン 石垣シティ店」オープン[49]。電器館の沖縄本島外での出店は初めてとなる。
  - 7月10日 - 「那覇メインプレイス」を増床しリニューアルオープン。
  - 10月1日 - 総合店舗の営業時間を午後11時閉店に変更（V21など一部店舗は深夜12時まで）。
  - 11月 - 株式会社サンエー浦添西海岸開発を設立[50][51]。
  - 11月21日、「サンエーEdyカード」をリニューアル[52]。
  - 12月8日 - 浦添市土地開発公社とサンエー浦添西海岸開発が米軍キャンプ・キンザー沖の埋め立て地の用地開発に関する基本協定を締結[53]。
- 2016年（平成28年）12月 - パルコとの合弁会社である株式会社サンエーパルコを設立[16][54]。
- 2017年（平成29年）8月9日 - 読谷村字大湾に「大湾シティ」オープン[55]。
- 2018年（平成30年）
  - 2月21日 - 食品館全店および「マツモトキヨシ」の営業時間を午後11時閉店に変更。
  - 7月13日 - 赤ちゃん本舗とパッケージライセンス契約を締結[56]。
  - 7月26日 - マーメイドベーカリーパートナーズとフランチャイズ契約を締結[57]。
- 2019年（令和元年）
  - 4月2日 - 「ジョイフル」単独店舗の深夜営業を停止。24時間営業から深夜12時閉店に変更した[58]。
  - 6月27日 - 浦添市西洲に「サンエー浦添西海岸 PARCO CITY」オープン。「アカチャンホンポ」、「リトルマーメイド」などが県内初出店。同施設はサンエーパルコによって運営される[59]。
- 2020年（令和2年）
  - 4月21日 - 一部店舗の衣料館の営業時間を午後10時閉店に変更（食品館は午後11時閉店）。
  - 8月1日 - うるま市石川の旧石川浄水場跡地に「石川シティ」オープン[注 8][60][61]。
  - 10月20日 - 「サンエーオンラインショップ 本店」を開設し、楽天やヤフーの通販サイトでの販売から自社のECサイトに切替え[62]。
- 2021年（令和3年）
  - 1月21日 - 同社が運営する衣料館（化粧品含む）や、エディオン、ハンズ、マツモトキヨシの営業時間を午後10時閉店に変更（食品館は午後11時閉店）[63]。
  - 2月28日 - 「ペンション美留」が閉店[64]。
  - 4月27日 - 全直営店舗にてQRコード決済に対応[注 9]。同年7月からは直営飲食店でも一斉に開始した。
- 2022年（令和4年）
  - 6月17日 - 創業の地・宮古島市平良下里に「宮古島シティ」オープン[注 10][65]。
  - 6月 - 同社として初となるフルセルフレジを「サンエー浦添西海岸 PARCO CITY」の食品館にて開始[要出典]。
  - 8月31日 - 那覇市安里にある「V21食品館　安里店」が入居する建物の老朽化を要因に午後11時を以って閉鎖[66]。
- 2024年（令和6年）
  - 8月20日 - サンエー大山シティを閉店。同店に入居するエディオン等の一部店舗はサンエー宜野湾コンベンションシティへ移転。[67]
  - 10月11日 - スープストックトーキョーとフランチャイズ契約を締結し、2025年夏にサンエー浦添西海岸 PARCO CITYへ出店すると発表。[68]

## 運営形態
2023年5月現在。店舗名は50音順。詳細は「店舗を探す」を参照。

### 広域型ショッピングセンター
GMS（サンエー食品館・衣料館）を中核に、直営の電器館やレストランのほか、複数の専門店を備える郊外型の大型総合店舗。売場面積は8,000～60,000㎡規模。
- 石川シティ（うるま市石川）
- 浦添西海岸 PARCO CITY（浦添市西洲）
- 経塚シティ（浦添市字経塚）
- 宜野湾コンベンションシティ（宜野湾市宇地泊）

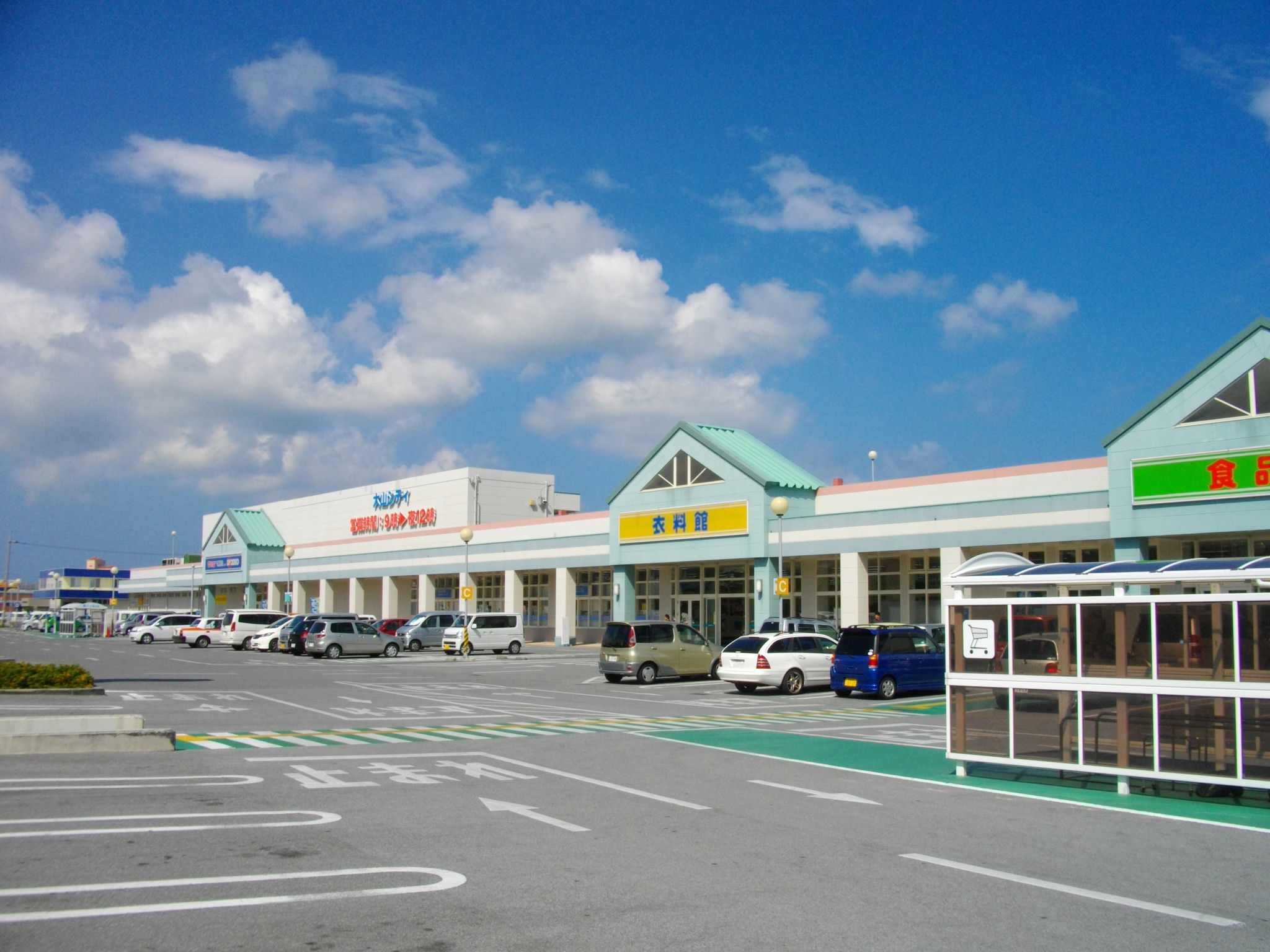
大山シティの外観

- 具志川メインシティ（うるま市江洲）
- しおざきシティ（糸満市潮崎）
- つかざんシティ（島尻郡南風原町津嘉山）
- 豊見城ウイングシティ（豊見城市字高安）
- 那覇メインプレイス（那覇市おもろまち）
- 西原シティ（中頭郡西原町字嘉手苅）
- ハンビータウン（中頭郡北谷町北前）
- 為又シティ（名護市字為又）
- マチナトシティ（浦添市城間）
- 宮古島シティ（宮古島市平良下里）[65]

### 近隣型ショッピングセンター
GMS（サンエー食品館・衣料館）に加え、直営の電器館あるいはドラッグストア、レストラン等を備える小規模総合店舗。売場面積は1,500～14,000㎡規模。
- 赤崎店（うるま市石川赤崎）
- サンエー具志川店→赤道ショッピングタウン（うるま市字高江洲）
- 東江ショッピングタウン（名護市東江）
- 石垣シティ（石垣市真栄里）
- 板良敷店（島尻郡与那原町字板良敷）
- 糸満ロードショッピングセンター（豊見城市字翁長）
- 大湾シティ（読谷村大湾）
- 喜友名店（宜野湾市喜友名）
- ショッピングタウン宮古（宮古島市平良字西里・字東仲宗根）
- 北谷はまがわ店（中頭郡北谷町字宮城）
- なかぐすく店（中頭郡中城村南上原）
- 中の町タウン（沖縄市胡屋）
- 八重瀬シティ（島尻郡八重瀬町屋宜原）
- 与勝シティ（うるま市勝連南風原）

### スーパーマーケット

#### 小型食品館（V21）
食料品の単独店舗。売場面積は495～1,000㎡規模。
- 「V21」の意味 - 読みは「ブイ・ツーワン」であり、21世紀に向けての勝利（Victory）を目指すことを意味している[11]。初出店は1987年（昭和62年）の「V21 まえはら食品館」である。当初は食品館だけでなく、衣料品なども扱っていた。
- 食品館単独店舗のうち、宮古オリタ食品館（宮古島市平良）、糸満食品館（糸満市糸満）は「V21」を冠していない[注 11]。

小型衣料館
衣料品を扱う単独店舗。現在は泡瀬衣料館の１店舗のみ。

### 飲食店
ロードサイド型の飲食店「和風亭」「ジョイフル」を展開する。後述の「レストラン」を参照。

## 展開事業

### 食料品
食品部として展開する同社の核事業。総合スーパー内の食品館のほか、小型店舗のV21を全69店舗展開する。また、一部の店舗では高級食材や輸入食品を扱う「成城石井」の商品や同社の子会社であるローソン沖縄が販売するプライベートブランド「ローソンセレクト」、無印良品の雑貨類を販売している。
食品加工センターでは、各店舗で販売する精肉や鮮魚を一括で加工・製造している。

### 衣料品
衣料部として衣類、生活雑貨、文房具、寝具などの販売を行う衣料館を全22店舗展開する。同社の創業事業でもある。一部の総合店舗ではサンエーコスメ（化粧品）も展開している（13店舗）。
なお、以下の店舗も同社のフランチャイズあるいはパッケージライセンス契約により同事業部が展開するものである。
- アカチャンホンポ - 子供服（2店舗）
- エクセルワールド - ブランドショップ（2店舗）
- ハンズ（前・東急ハンズ） - 生活雑貨（3店舗、ハンズ ビー：2店舗）
- ダイソー（100YEN PLAZA） - 生活雑貨
- チュチュアンナ - 下着・ルームウエア
- 無印良品 - 生活雑貨（9店舗）

#### 過去の業態
- ザ・スーパースーツストア - 京都のアパレル企業「オンリー」のブランド「INHALE+EXHALE」との提携により出店したスーツ用品に特化した業態の店舗[70]。那覇メインプレイスにて出店していたが、2010年頃に閉店。
- しあわせ空間 ベビー館 - 衣料館からベビー用品、出産準備用品に特化した業態の店舗。2016年にハンビータウンにて初出店。2021年に閉店し、同業態はアカチャンホンポに移行した。

### ドラッグストア
ドラッグ部としてマツモトキヨシ（30店舗）の県内における独占的なエリアフランチャイズ展開を行う。

### 家電量販店、DPE
電器部として県内で家電量販店のエディオン（14店舗）、DPEショップのパレットプラザ（4店舗）をフランチャイズ展開する。本社に隣接する流通センター内には商品の修理・配送を担う「テクノセンター」がある。
当初の「サンエー電器館withダイイチ」の屋号で1995年に展開を開始した店舗は、「為又シティ」と「ショッピングプラザ松田」である。その後、デオデオ本部の商号変更にあわせ1997年に「サンエー電器館withデオデオ」、2012年10月にはエディオンの店舗ブランド統合に伴い、同社が展開する店舗名もすべて「エディオン」に統一した。

#### 過去の業態
- 修理WELCOME - 修理やパソコンの買取に特化した受付窓口。デオデオとして展開していた2012年頃まで具志川電器館、大山電器館に併設していたが、現在はそれぞれエディオン具志川メインシティ、テクノセンターに統合されている。
- モバイルマーケット - モバイル通信分野に特化した小型店。2013年頃までハンビータウン、宜野湾コンベンションシティで営業していたが、現在は撤退している[71]。

### レストラン
もともとショッピングセンター内の軽食コーナーとして外食部が発足する。現在は同社オリジナルの直営飲食店のほか、FC展開の店舗も自社で食材を調達するなど、積極的に拡大している（＊印がついているものがフランチャイズ展開の店舗）。
- 和風亭 - 和食（21店舗）
  - 1990年開業の「ハンビータウン」内に入居していた「レストラン ハンビータウン」が和風亭のルーツである[11]。
- かつ乃屋 - とんかつ（3店舗）
- 珈琲待夢 - 軽食・カフェ（9店舗）
- すずらん - ラーメン（1店舗）
- どん家 - うどん・どんぶり（5店舗）
- 大阪王将＊ - 中華（10店舗）
- ジョイフル＊ - 洋食（7店舗）
- タリーズコーヒー＊ - カフェ（4店舗）
- ハンズカフェ＊ - カフェ（1店舗）
- ピザハット＊ - ピザ（3店舗）
- ピッツェリアマリノ＊ - イタリアン（5店舗）
- リトルマーメイド＊ - ベーカリー（4店舗）

総合店舗のフードコート「スナックプラザ」にて展開される店舗
- オムライス屋さん（洋食）
- ミニジョイフル（洋食）
- まーさんや（沖縄料理）
- めん家（麺）

### ネット事業

#### サンエーネットスーパー
- 2014年の経塚シティエリアでの開始を皮切りに、現在8店舗で展開している。食品館の商品のみが対象。
- 顧客への配送は子会社のサンエー運輸が行う[72]。

#### サンエーオンラインショップ
- 2020年10月に、それまで楽天やヤフーのECサイトで出品していたが、新たに自社のECサイトを開設。
- 食品ギフトや衣料品、日用品などを取扱う。購入額に応じてサンエーポイントの付与を行う[62]。

#### サンエーアプリ
- 2022年3月開始。ポイントカードのデジタル化や直営飲食店の予約機能などを実装した[73]。

### 過去の展開事業
- ホテル - 2013年3月にホテルサンワが閉館。2021年2月にペンション美留が閉館。
- ホームセンター - 真栄原ホームセンターが2007年2月末で閉店[36]。

## 過去に存在した店舗

### 近隣型ショッピングセンター
- 大山シティ（宜野湾市大山）2024年8月をもって閉店。跡地にはサンエー本社及び食品加工センターを建設予定。

### 総合スーパー
- ショッピングプラザ松田（島尻郡与那原町）[要出典] - 2002年末に、西原シティへの統合のため閉店。現在は「V21 よなばる食品館」が営業中。
- 小禄ショッピングセンター[注 15]（那覇市鏡原町） - 1976年（昭和51年）7月10日、小禄ボウリングの一階にオープン。当初は衣料館のみだったが、道路を挟んで「生活食品館」オープン後は「ファッション館」として名前を変え、「生活食品館」と二つの店で構成。2012年12月にファッション館が閉館し、生活食品館は「V21食品館 きょうはら店」、「マツモトキヨシ きょうはら店」として存続する。
- 真栄原店（宜野湾市真栄原） - 2010年9月閉店。1階の食品館と2階の衣料館で構成。
- 大名店（那覇市首里大名町） - 経塚シティへの移転のため2008年6月に衣料館が閉店。現在は「マツモトキヨシ おおな店」、食品館は「V21 おおな食品館」として営業中。
- 宇栄原店（那覇市高良） - 現在は「V21食品館 高良店」、2階に「マツモトキヨシ 高良店」として営業中。

### V21食品館
- V21食品館 安里店（那覇市安里） - 2022年8月閉店。
- V21カママヒルズ食品館（宮古島市平良） - 宮古島シティへの移転のため2022年5月閉店。
- V21やふそ食品館（浦添市屋富祖） - 2008年11月閉店。

### 衣料館・生活館
- ベビー館 ハンビータウン店（中頭郡北谷町北前） - 2021年2月閉店。サンエー運営のアカチャンホンポに転換し営業中。
- 石川ショッピングタウン衣料館（うるま市石川赤崎） - 石川シティへの移転のため2020年4月閉館。
- 糸満ロードショッピングセンター衣料館（豊見城市字翁長） - 2020年閉館。
- 大山シティ衣料館（宜野湾市大山） - 宜野湾コンベンションシティへの統合のため2018年2月閉店。
- 那覇店（那覇市安里） - サンエーの1号店でもある。2007年2月に閉店[74]し、同年10月19日からマツモトキヨシに転換し営業中。

### 家電量販店、DPE
- サンエーハンビー電器館withデオデオ（中頭郡北谷町北前） - 大山シティへの移転のため2005年7月に閉館。
- エディオン マチナトショッピングセンター（浦添市城間）
- パレットプラザ 大山シティ店（宜野湾市大山）
- パレットプラザ 経塚シティ店（浦添市経塚）
- パレットプラザ 豊見城ウイングシティ店（豊見城市字高安）
- パレットプラザ マチナト店（浦添市城間）
- パレットプラザ ハンビータウン店（中頭郡北谷町北前）
- パレットプラザ 為又シティ店（名護市為又）
- パレットプラザ しおざきシティ店（糸満市潮崎）
- パレットプラザ サンエー浦添西海岸パルコシティ店（浦添市西洲）

### レストラン
- 和風亭 小禄店（那覇市小禄） - 2020年3月閉店。現・ファミリーマート那覇鏡原中学校前店。
- 和風亭 宮古店（宮古島市平良） - 宮古島シティへの移転のため2022年5月閉店。
- 和風亭 港川店（浦添市字港川）[要出典]
- かつ乃屋 港川店（浦添市字港川）[75]
- ジョイフル よなばる店（島尻郡与那原町字与那原） - 2022年3月閉店。
- ジョイフル 美留店（国頭郡恩納村字真栄田） - 2022年2月閉店。
- ジョイフル じょうがく店（那覇市楚辺） - 2021年1月閉店。
- ジョイフル 大山店（宜野湾市大山） - 2022年1月閉店。
- ジョイフル 石川ショッピングタウン店（うるま市石川赤崎）
- すずらん 浦添西海岸パルコシティ店（浦添市西洲） - 2022年4月閉店。
- すずらん 具志川メインシティ店（うるま市江洲）
- 大阪王将 与勝シティ店（うるま市勝連南風原） - 2012年閉店。
- 和風亭 ゆめタウンはません店[34][35]（熊本市南区田井島） - 2010年8月閉店。
- ピッツェリアマリノはません店[34][35]（熊本市南区田井島） - 2010年8月閉店。
- ピッツェリアマリノ光の森店（熊本県菊池郡菊陽町光の森）

### 注
1. ↑  太陽を表す英語「サン：Sun」と「エース：Ace」を組み合わせた造語という説もある。

“日本の企業力 訪問ブログ｜サンエー”.   株式会社Bicman Asia (2014年7月14日). 2019年3月2日閲覧。
2. ↑  2020年頃まではポイント付与は現金と楽天Edy支払いに限定していたが、現在は食品館、衣料館限定でクレジットカードとQRコード決済でもポイントを付与している。直営飲食店や同社が運営するエディオン、マツモトキヨシ、無印良品、ハンズなどでは対象外である。
3. ↑  「和風亭 小禄店」は2020年3月をもって閉店した。建物は取り壊され、跡地は『ファミリーマート那覇鏡原中学校前店』となっている。
4. ↑  2000年に近隣に開業した「ジャスコ具志川店（現：イオン具志川店）」への実質的な対抗とみられる。
5. ↑  どちらも2010年（平成22年）8月をもって閉店した。
6. ↑  これに先駆け、同年6月に「大名店」を閉店し、跡地は「V21 おおな食品館」に転換した。
7. ↑  これにより、ローソンが未出店である宮古島・石垣島地区でもローソンの商品を購入することが可能になった。
8. ↑  これに先駆け、同年3月に「石川ショッピングタウン」の店舗名称を「赤崎店」へ変更した。
9. ↑  それ以前は一部店舗にてOKIPay、Alipay、微信支付を導入していた。
10. ↑  これに先駆け、同年5月に「V21 カママヒルズ食品館」、「和風亭 宮古店」を閉店した。
11. ↑  なお、「V21」を冠する場合の店舗名は、「V21 ○○（ひらがな）食品館」と表記していたが、2011年ごろからは「V21食品館 ○○（漢字）店」と表記する店舗が混在し、その呼称は統一されていない。
12. ↑  沖縄県にはマツモトキヨシグループ傘下のマツモトキヨシ九州販売も出店しているが、このフランチャイズ契約の関係でマツモトキヨシグループ入りする前の社名および屋号であった「ミドリ薬品」名での出店となっている。
13. ↑  実際の店舗名は、「サンエーマチナト電器館withデオデオ」や「サンエーつかざん電器館withデオデオ」のように、施設としての店舗名が挟まれた名称になっていた。
14. ↑  屋号変更直後はサンエーのページ及び折込チラシでは「デオデオ」のままとなっていたが、現在は「エディオン」に変更されている。
15. ↑  オープン当初の名称は、「ファミリープラザ サンエー小禄店」。